# Свети Йоан Богослов (Аматово)
„Свети Йоан Богослов“ (на гръцки: Ιερός Ναός Αγίου Ιωάννου Θεολόγου) е православна църква в боймишкото село Аматово (Аспрос), Гърция, част от Гумендженската, Боймишка и Ругуновска епархия.
Църквата е разположена в западния край на селото. В храма има икони на Зисис Папаконстантину и Димитър Вангелов.